# Afroleptomydas karooanus
Afroleptomydas karooanus är en tvåvingeart som beskrevs av Hesse 1969. Afroleptomydas karooanus ingår i släktet Afroleptomydas och familjen Mydidae. Inga underarter finns listade i Catalogue of Life.